# Niederhauser Emil
Niederhauser Emil (Pozsony, 1923. november 16. – Budapest, 2010. március 26.) Széchenyi-díjas magyar történész, művelődéstörténész, egyetemi tanár, a Magyar Tudományos Akadémia rendes tagja. Kelet-Európa történelmének neves kutatója.

## Életpályája
1942-ben kezdte meg egyetemi tanulmányait a pozsonyi Szlovák Tudományegyetemen (ma Comenius Egyetem), majd 1945-ben átkerült a Pázmány Péter Tudományegyetem (ma Eötvös Loránd Tudományegyetem) magyar–történelem szakára, ahol 1948-ban szerzett tanári diplomát. Diplomájának megszerzése után rövid ideig középiskolai tanár, majd 1949-től az MTA Történettudományi Intézeténél dolgozott tudományos munkatársként. Később az intézet helyettes igazgatójává nevezték ki, de vezette a történetírás története és az információs osztályt is. Kutatóprofesszori megbízást kapott. 1951-ben kezdett el tanítani a Kossuth Lajos Tudományegyetem (ma Debreceni Egyetem) Bölcsészettudományi Karán. 1953-ban egyetemi docensi, 1973-ban egyetemi tanári kinevezést kapott. 1984-től haláláig az Eötvös Loránd Tudományegyetem Kelet-Európa Története Tanszékének oktatója is volt. 1993-ban vonult nyugdíjba, majd 1997-ben professor emeritusi címet kapott.
1957-ben védte meg a történettudományok kandidátusi értekezését A jobbágyfelszabadítás Kelet-Európában címmel. Akadémiai doktori értekezését 1972-ben védte meg A jobbágyfelszabadítás és a nemzetiségi kérdés Kelet-Európában címmel. A Történettudományi és a Művelődéstörténeti Bizottság tagja lett. 1987-ben megválasztották a Magyar Tudományos Akadémia levelező, 1992-ben rendes tagjává. 1990 és 1998 között az Országos, illetve a Magyar Akkreditációs Bizottság elnöke volt. A Magyar Tudomány (az MTA hivatalos tudományos szakfolyóirata) szerkesztőbizottságába is bekerült. Emellett a Történeti Szemle, a Századok és a Kisebbségkutatás című folyóiratok szerkesztőbizottságában is tevékenykedett.

## Munkássága
Kutatási területe Kelet-Európa összehasonlító története a 18–19. században. Nevéhez fűződik a kelet-európai nemzeti megújulási mozgalmak kutatásának jelentősebb vizsgálata. Foglalkozott a kelet-európai modernizálás és a közoktatás kérdéseivel, de kutatásai kiterjedtek az urbanizáció (városiasodás) és a nemzeti megújulás összefüggéseire és a nyelvkérdésre is.
Munkásságát szakmai megalapozottság, nagyfokú anyagismeret és a témában kényes nacionalista felhangoktól mentes és következetes távolságtartás jellemzi.

## Díjai, elismerései
- Akadémiai Díj (1963, 1978)[3]
- A Munka Érdemrend arany fokozata (1983)[3]
- Pázmány Péter-díj (1995)[3]
- Magyar Történelmi Társulat Emlékérme (1999)[3]
- Széchenyi-díj (2003)[3]
- Lukács György-díj (2007)[3]

## Főbb publikációi
- Bulgária története (Budapest, 1959)
- A jobbágyfelszabadítás Kelet-Európában (Budapest, 1962)
- Az orosz kultúra a XIX. században (L. Sarginával, Budapest, 1970)
- Forrongó félsziget. A Balkán a XIX-XX. században (Budapest, 1972)
- Nemzetek születése Kelet-Európában (Kossuth Könyvkiadó, Budapest, 1976)
- A nemzeti megújulási mozgalmak Kelet-Európában (Budapest, 1977)
- Niederhauser Emil – Gonda Imre: A Habsburgok. Egy európai jelenség. Budapest: Gondolat Kiadó. 1977.  ISBN 9632802454
- The Rise of Nationality in Eastern Europe (Budapest, 1982)
- Németország története (Tokody Gyulával, Akadémiai Kiadó, Budapest, 1983)
- Az Erzsébet királyné elleni merénylet (Budapest, 1985)
- 1848: Sturm im Habsburgerreich (Budapest, 1990)
- Die Habsburger mit ungarischen Augen gesehen (Europäische Rundschau, 1995)
- A történetírás története Kelet-Európában' (História Könyvtár. Monográfiák 6. Budapest, 1995)
- Oroszország története (Font Mártával, Szvák Gyulával és Krausz Tamással, Maecenas Kiadó, Budapest, 1997)
- Mária Terézia (In: Niederhauser Emil – Alekszandr Kamenszkij: Mária Terézia – Nagy Katalin. Pannonica Kiadó, Budapest, 2000)
- Kelet-Európa története (Budapest, 2000)
- Nemzet és kisebbség (válogatott tanulmányok, Budapest, 2001)
- A Romanovok (Szvák Gyulával, Pannonica Kiadó, Budapest, 2002)
- Magyarország és Európa (válogatott tanulmányok, Lucidus. Budapest, 2003)
- Mária Terézia élete és kora (Pannonica Kiadó, Budapest, 2004)
- Talleyrand – Metternich (Pannonica Kiadó, Budapest, 2004)